# عضرفوط أخضر شائك القفا
العضرفوط الأخضر شائك القفا (الاسم العلمي: Acanthosaura capra)، هو نوع من الزواحف يتبع جنس عضرفوط شائك القفا ضمن فصيلة العضرفوطيات ضمن رتبة الحرشفيات.